# Мать (фильм, 2023)
«Мать» (англ. The Mother) — американский кинофильм 2023 года, снятый в жанре боевик-триллер.

## Сюжет
Неназванный военный спецназовец США, известная как «Мать», является посредником в сделке по контрабанде оружия между бывшим капитаном Особой воздушной службы Эдрианом Ловеллом и торговцем оружием Эктором Альваресом. У неё романтические отношения с ними обоими, и в конце концов она беременеет. Обнаружив, что они замешаны в торговле детьми, Мать обращается в ФБР с просьбой стать информатором.
Мать допрашивает в конспиративном доме специальный агент ФБР Уильям Круз, в этот момент Ловелл нападает на дом; Круз получает ранение, а другие агенты ФБР погибают. Мать спасает Крузу жизнь и быстро на месте изготавливает бомбу с замедлением. Ловелл нападает на неё в ванной и наносит удар в живот, после чего теряет сознание от взрыва той бомбы. После этого ранения Мать преждевременно рожает девочку, её едва успевают доставить в больницу.
Специальный агент Элеонора Уильямс сообщает Матери, что тело Ловелла не найдено и что её новорождённую дочь отдадут в приёмную семью для безопасности. Мать понимает, что с ней ребёнок никогда не будет в безопасности, поэтому она отказывается от родительских прав. Мать навещает Круза в больнице и ставит ему три условия: у её дочери будет максимально обычная жизнь, она будет получать фотографию на каждый день рождения и звонить ей, если ей будет угрожать опасность. После этого Мать уезжает в отдалённую хижину на Аляске.
Прошло двенадцать лет. Круз связывается с Матерью, чтобы встретиться в Огайо. Он сообщает ей, что, когда Бюро алкоголя, табака, огнестрельного оружия и взрывчатых веществ задержало нескольких людей Альвареса в Мексике, они нашли фотографию её дочери Зои, и это позволяет предположить, что бандиты вышли на Мать. Пока Круз и Мать наблюдают за Зои, играющей в парке, люди Альвареса похищают девочку. Матери удаётся застрелить нескольких из них, прежде чем сбежать от прибывших полицейских вместе с Крузом. Все думают, что Зои похитили ради выкупа, но Мать уверена, что это было сделано, чтобы выманить её из укрытия.
Мать и Круз отправляются в Гавану в надежде найти ключ к разгадке местонахождения Зои. Там они захватывают бандита по кличке Тарантул из банды Альвареса. На «допросе с пристрастием» Тарантул признаётся, что девочку держат в доме Альвареса на «Плантации». Проникнув в этот тщательно охраняемый дом, Мать и Круз спасают Зои, затем Мать убивает Альвареса.
Когда Мать провожает Зои домой, девочка понимает, что та — её биологическая мать. Женщина решает расстаться с дочерью и позволить Крузу вернуть её приёмным родителям. Появляется Ловелл, который нападает на Круза и Зои, но в дело вмешивается Мать, которая спасает свою дочь и сбегает с ней. Ловелл убивает Круза.
Понимая, что Зои будет в опасности, если вернётся домой к приёмным родителям, Мать увозит её на Аляску в свою хижину. Она начинает обучать сопротивляющуюся девочку навыкам выживания, самообороне и обращению с оружием. Мать и дочь начинают сближаться, но когда Мать узнаёт, что Ловелл и его бандиты идут за ними, она решает увезти Зои к своему другу, Джонсу. Девочка очень огорчена тем, что мать снова бросила её, но Джонс по мере возможности объясняет ей ситуацию, оправдывая и защищая Мать. Найдя письмо от Матери, в котором та объясняет, что всё, что она когда-либо делала, было ради неё, Зои решает вернуться в хижину и помочь матери защититься от нападающих.
Ловелл и его люди нападают на хижину, в которой их ждут Мать и Зои. Матери удаётся убить всех до единого людей Ловелла, прежде чем, наконец, встретиться с ним лицом к лицу. После того, как она оказывается в нокауте во время рукопашной схватки с ним, Ловелл хватает Зои и убегает, но Мать в последний момент делает выстрел из снайперской винтовки и убивает его.
После смерти своих бывших партнеров по преступной деятельности Мать возвращает Зои в ее приёмную семью. Матери больше не нужно скрываться, она теперь живёт недалеко от них и наблюдает за дочерью на расстоянии.

## В ролях
В порядке указания в титрах
- Дженнифер Лопес — Мать
- Люси Паэс — Зои, дочь Матери[2]
- Омари Хардвик — Уильям Круз, специальный агент[англ.] ФБР[2]
- Джозеф Файнс — Эдриан Ловелл, бывший капитан Особой воздушной службы
- Гаэль Гарсиа Берналь — Эктор Альварес, торговец оружием
- Пол Рейси — Джонс
- Джесси Гарсия[3] — Тарантул
- Ивонн Сенат Джонс[3] — Соня
- Эди Фалко — специальный агент[англ.] Элеанора Уильямс
- Майкл Карл Ричардс — отчим Зои
- Линк Бейкер — Маркус Стоун
- Маюми Ёсида — медсестра в Си-операционной
- Райан Кауи — новый отец
- Тодд Мэттьюс — «федерал» в доме Зои
- Оливия Лукас — медсестра

В титрах не указаны
- Фахим Фазли[англ.] — Афган Хаммам

## Производство и показ
Съёмки фильма проходили на Канарских островах (остров Гран-Канария, Испания), в городе Лас-Пальмас-де-Гран-Канария (локация — Гавана); в Британской Колумбии (локация — Аляска), в частности, в городке Смитерс; в городе Пасадина (Калифорния, США). Историческое культурное учреждение «Литературный кабинет», расположенное в Лас-Пальмас-де-Гран-Канария, выступило в роли казино.
Снималась лента с октября 2021 года по январь 2022 года (согласно IMDb). Другие источники утверждают, что съёмки были приостановлены 11 января 2022 года из-за вспышки омикрон-ковида, затем вскоре продолжились и закончились не ранее марта того же года.
Премьера картины состоялась 12 мая 2023 года на канале Netflix (по Интернету), в этот день фильм стал доступен для просмотра одновременно в 29 странах.

## Восприятие и критика
В начале 2021 года создатели фильма заявили, что «Мать» будет снята в духе классического боевика-триллера 1994 года «Профессионал».
За первый уикенд (пятницу, субботу и воскресенье) фильм был просмотрен в 2,8 миллионах домохозяйств США, при этом отмечается что, домохозяйства чернокожих и латиноамериканцев превысили показатели в два раза по сравнению с другими фильмами Netflix.

За первый месяц показа (12 мая — 12 июня) фильм был просмотрен в мире более 100 миллионов раз, он набрал 234,07 миллионов часов просмотров, что поставило его на 6-ю строку в списке «Самые просматриваемые фильмы Netflix всех времён». К концу июня эти показатели составили 127,07 миллионов просмотров, т. е. 249,9 миллионов часов.
Агрегатор рецензий Rotten Tomatoes тем не менее невысоко оценил ленту, общий балл составил 5,1 из 10. Консенсус критиков гласил: «„Мать“ — долгожданная возможность увидеть Дженнифер Лопес в роли героя боевика, но удручают жанровые клише».

Ресурс Metacritic, который использует среднее арифметическое взвешенное в своих оценках, поставил фильму 45 баллов из 100, т. е. «смешанные или усреднённые отзывы».

The Guardian  дала картине оценку один балл из пяти, назвав её «отвратительно шаблонным и инертным триллером Netflix».
В марте 2024 года прошла ежегодная церемония вручения анти-премии «Золотая малина». Дженнифер Лопес номинировалась в категории «Худшая актриса», но не получила «награды».